# Murphy’s Irish Stout
Murphy’s Irish Stout – irlandzka marka piwa typu dry stout, począwszy od 1889 roku produkowana przez Browar Murphy’ego (Murphy’s Brewery) w Corku.

## Historia marki
Po raz pierwszy piwo typu stout w browarze Murphy’ego uwarzono w 1889 roku, a piwo to, jako łagodniejsze, stopniowo wypierało starszą odmianę porter. Już po trzech latach Murphy’s Irish Stout uzyskał główną nagrodę na targach Producentów Piw i Alkoholi Wysokoprocentowych w Dublinie.
Lokalna irlandzka historia przez wiele lat przeciwstawiała dublińczykom pijącym Guinnessa pijących Murphy’s mieszkańców Cork. W efekcie wieloletniej intensywnej rywalizacji utrwaliła się opinia o „robotniczym” charakterze piwa Murphy’s oraz o Guinnessie zdobywającym uznanie na międzynarodowej arenie.
Po wielu latach bycia jedynie lokalną marką, w 1983 roku Murphy’s Brewery został zakupiony przez koncern Heineken. Następstwem przejęcia przez holenderskiego giganta, było położenie nacisku na reklamę telewizyjną oraz międzynarodową ekspansję. W 1997 roku Murphy’s było najszybciej rozwijającą się marką piwa stout na świecie, a obecnie jest dostępne w ponad 70 krajach. Odbiór piwa poza Irlandią co do zasady był pozytywny. Dla przykładu, poświęcona piwu kolumna „Beer Bites” amerykańskiego dziennika The Daily Orange przyznała stoutowi z Cork trzy i pół „kufla” na cztery.
Jednym z zabiegów mających na celu promocję poza Irlandią marki Murphy’s, która kojarzyła się głównie z niezbyt popularnym stoutem, było rozpoczęcie produkcji piwa gatunku ale. W ten sposób na rynek trafiło piwo Murphy’s Irish Red (dawniej także jako Murphy’s Irish Amber), które jednak nie jest warzone w Irlandii, a w Holandii.

## Smak
W porównaniu do swoich głównych konkurentów na irlandzkim rynku stoutu, Guinnessa i Beamisha, piwo Murphy’s jest trunkiem lżejszym, o słodszym smaku. W jego aromacie wyczuwalny jest karmel i słód i jest on określany jako „daleki krewny mleka czekoladowego”. Podobieństwo do mleka wykracza poza sam smak, a dotyczy również tekstury napoju – piwo Murphy’s Irish Stout nie jest saturowane dwutlenkiem węgla, a podaje się je „czarne jak mocne cappuccino” z pianą o grubości cala na wierzchu. Piwna piana jest szczególnie chwalona za swoją grubą, kremową konsystencję oraz gęstość, dzięki której da się ją nakładać łyżeczką.

## Dystrybucja
Murphy’s rozprowadzany jest zarówno w beczkach, jak i w sprzedaży detalicznej (puszki, butelki). Piwo sprzedawane w puszkach od 1992 roku zaopatrzone jest w tzw. widget – niewielką plastikową kulkę, która w momencie otwarcia puszki uwalnia zwiększający objętość piany azot. Dzięki temu zabiegowi piwo z puszki przypomina w smaku piwo z „nalewaka”.
W Polsce marka Murphy’s dystrybuowana jest przez Grupę Żywiec.

## Sponsoring
W latach 1994–2002 marka Murphy’s Irish Stout była sponsorem tytularnym golfowego turnieju Irish Open.